# Браун, Билл (шотландский футболист)
Вильям Браун Файф Даллас (англ. William Dallas Fyfe Brown; 8 октября 1931, Арброт, Ангус — 30 ноября 2004, Симко, Онтарио) — шотландский футболист, игравший на позиции вратаря. Выступал, в частности, за клубы «Данди» и «Тоттенхэм Хотспур», а также национальную сборную Шотландии.

## Клубная карьера
Во взрослом футболе дебютировал в 1949 году выступлениями за команду клуба «Данди», в которой провёл десять сезонов, приняв участие в 215 матчах чемпионата. Большую часть времени, проведённого в составе «Данди», был основным голкипером команды.
Своей игрой за эту команду привлёк внимание представителей тренерского штаба клуба «Тоттенхэм Хотспур», к составу которого присоединился летом 1959 года. «Шпоры» заплатили за вратаря 16,5 тыс. фунтов стерлингов. Сыграл за лондонский клуб следующие семь сезонов своей игровой карьеры. Играя в составе «Тоттенхэма» также выходил на поле в основном составе команды и выиграл золотой дубль в 1961 году, Кубок Англии в 1962 году и Кубок европейских кубков в 1963 году.
В сезоне 1966/67 выступал во втором дивизионе за «Нортгемптон Таун».
Завершил профессиональную игровую карьеру в канадском клубе «Торонто Фалконс», где недолго выступал в течение 1967 года. После завершения карьеры остался в Канаде и работал в сфере строительства.
Умер 30 ноября 2004 на 74-м году жизни в городке Симко.

## Выступления за сборную
В 1958 году дебютировал в официальных матчах в составе национальной сборной Шотландии.
В составе сборной был участником чемпионата мира 1958 года в Швеции, где провёл один матч против Франции (1:2).
В течение карьеры в национальной команде, которая длилась 8 лет, провёл в форме главной команды страны 28 матчей.

## Титулы и достижения
- Первый дивизион Футбольной лиги
  - Чемпион: 1960/61
- Кубок лиги
  - Обладатель (2): 1952, 1953
- Кубок Англии
  - Обладатель (2): 1961, 1962
- Суперкубок Англии
  - Обладатель (2): 1961, 1962
- Кубок кубков УЕФА
  - Обладатель: 1962/63